# Lanternone
Un lanternone è un oggetto liturgico usato per accompagnare la croce o il crocefisso durante una processione.

## Descrizione

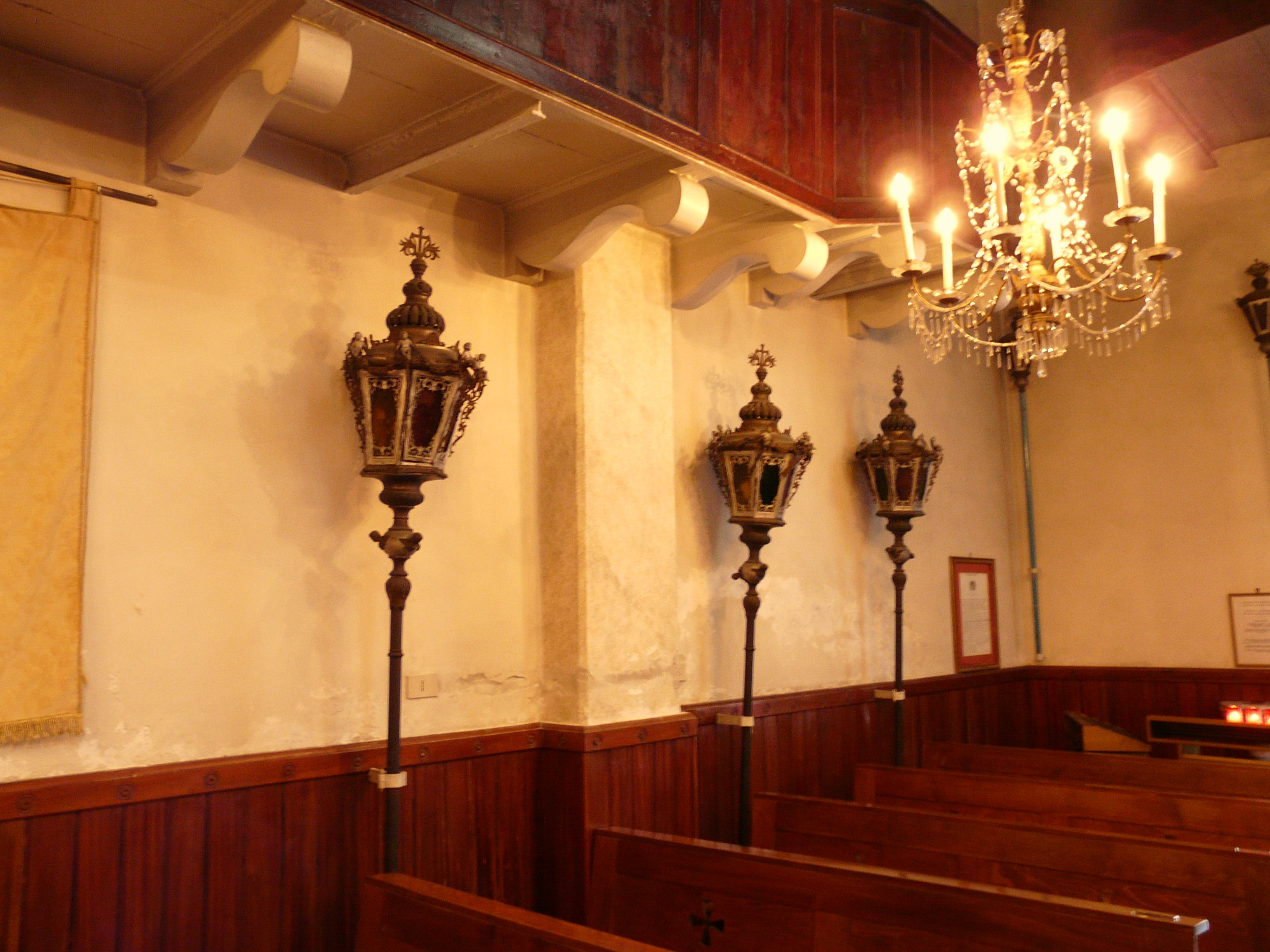
Lanternoni nell'oratorio dei Disciplinati a Riomaggiore.

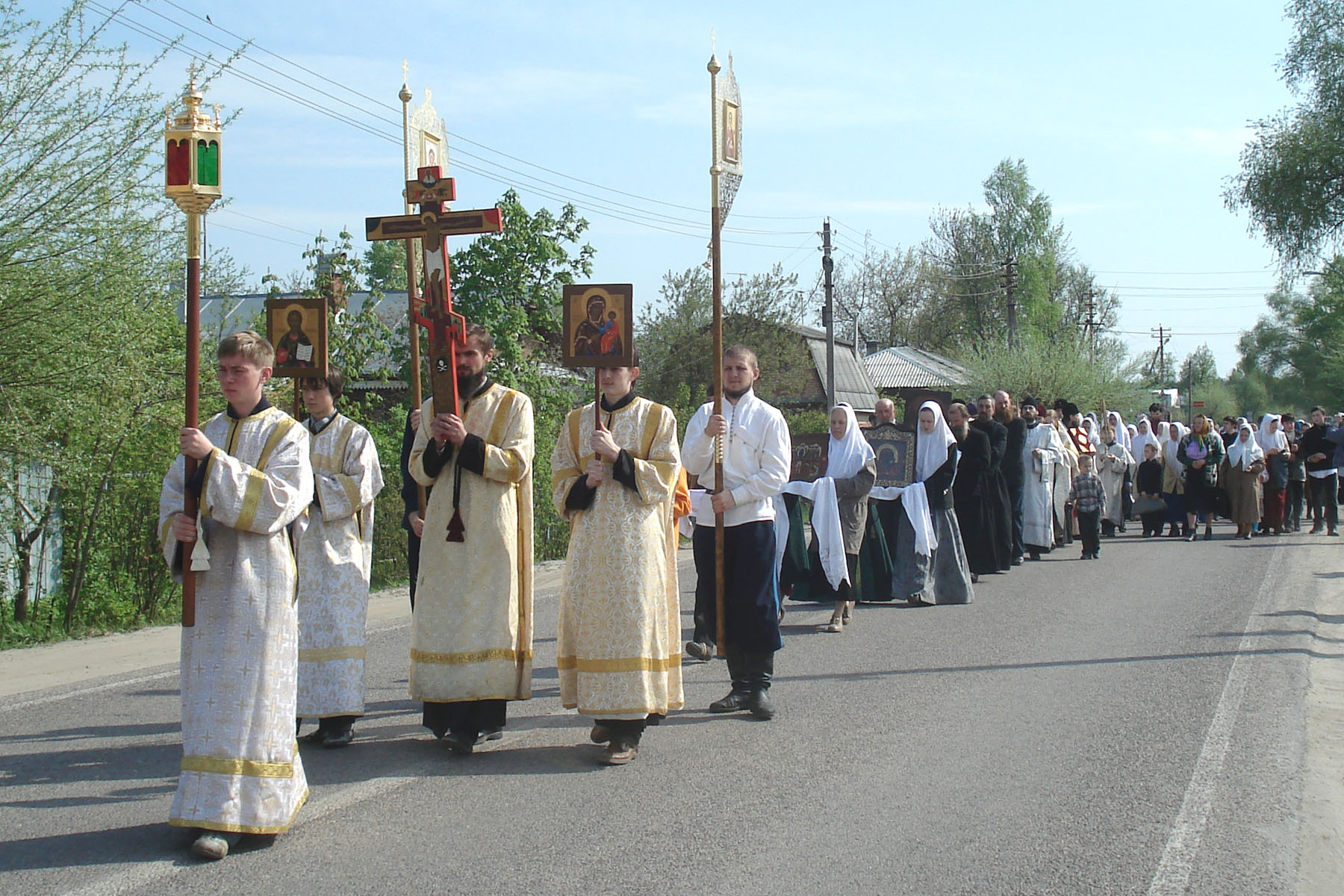
Una processione a Mosca, aperta da un lanternone

I lanternoni sono costituiti da un manico di legno e da un vano dove viene posta la candela.
Tipicamente la struttura del vano è esagonale, in lamiera di ferro verniciata di oro o di altri colori, molto decorata. Anche la copertura è di lamiera ed è dotata di alcuni fori per permettere la fuoriuscita del fumo.
Le chiusure verticali sono in vetro e includono una porticina tramite la quale si può inserire la candela.
Nel 1695 veniva prescritto che il lanternone
deve essere di legno indorato, ò di lamina di ferro sottilissima con le fenestrelle, e dentro vi sia il ferro da porvi le candele; deve havere l'hasta lunga, ne si deve adoperare in altro uso.

## Utilizzo
Di solito i lanternoni vengono realizzati a coppie e come tali utilizzati nelle processioni, ai lati della croce o del crocefisso.